# Franž Laurenž Horžiczký
Franž Laurenž Horžiczký est un musicien et compositeur allemand, né le 1er janvier 1756 à Berlin et mort le 21 octobre 1805 dans la même ville.

## Biographie
En 1770, il est joueur de cor à Rheinsberg, dans l'orchestre du prince Henri de Prusse et professeur de chant et de violon.
Après une année d'études[Quand ?] à l'université de Halle, Henri de Prusse l'envoie poursuivre sa formation à Paris, où il aurait côtoyé Denis Diderot
De 1780 à 1795, il est secrétaire du cabinet privé du prince Henri.
Après la construction d'un nouveau théâtre à Rheinsberg (1773), des opéras et des pièces classiques françaises sont jouées à la cour, le Prince écrivant les textes et Horžiczký la musique. Il participe en tant que chanteur, avec son épouse et son frère Johann (1757-1837). 
Il reste à la cour comme chanteur et musicien jusqu’en 1797.

## Œuvres
- Arias
- Achille sur le corps de Patrocle, cantate, Berlin et Amsterdam, J. J. Hummel, 1791(OCLC 254724897). Dédiée à son ami Frédéric-Guillaume II, roi de Prusse de 1786 à 1797. Un exemplaire avec envoi du compositeur, en ligne.

14 opéras, perdus, où l'on reconnait les titres, les personnages et sujets classiques du XVIIIe siècle.
- Titus, opera seria, en 3 actes.
- Les Péruviens, en 3 actes.
- Pertharide et Roselinde, en 3 actes[3]
- Soliman, en 3 actes.
- Antigone, opera seria, en 3 actes.
- Oreste.
- Le Serrurier, opéra-comique en un acte.
- Le maître de la musique.
- Anacréon.
- Le jugement de Pâris.
- Olympia, opera seria, en 3 actes.
- Pagamin de Monegue, un opéra-comique.
- Alexandre, opera seria (1794).
- Alzire (1794).

## Vie privée
Il avait épousé Marie-Jeanne-Philippine-Louise d'Orr (1765–1804) à Berlin. Ils ont eu au moins deux enfants : Louise Wilhemine (1788-1857) et Louis Johann Alexander (1798-1829).
Après son union avec Pierre de Cabrol de Mouté, l'acte de mariage de sa fille Louise avec Jean Baptiste Martin de La Joncière le désigne comme secrétaire intime du cabinet secret de feu le prince royal Henry de Prusse. L'acte de décès de Louise lui attribue le titre de comte.